# واصفجان
روستای واصـْفجان یا واصِفْجان با ۳ کیلومتر فاصله، در شمال فاز یک شهر پردیس در استان تهران واقع شده‌است.

## جمعیت
این روستا در دهستان کرشت قرار دارد و براساس سرشماری مرکز آمار ایران در سال ۱۳۹۵، جمعیت آن ۱۷۳ نفر (۶۲ خانوار) بوده‌است.
تعداد خیلی زیادی از اهالی به شهر تهران ، بومهن و رودهن مهاجرت کرده اند 

## زبان
اهالی آبادی واصفجان به گویش تاتی که گونه ای از تاتی قدیم است سخن می‌گویند. بررسی خرده‌گویش‌های منطقه قصران، فصل اول (ضبط خرده‌گویش‌های قصران) ص ۹–۱۰: «اهالی آبادی واصفجان به تاتی سخن می‌گویند.»، ۱۳۸۴، چاپ اول، تهران: نشر فرهنگستان زبان و ادب فارسی.</ref>